# Gendarmerie des transports aériens
Ne doit pas être confondu avec Forces aériennes de la gendarmerie ou Gendarmerie de l'air et de l'espace.
Pour les articles homonymes, voir GTA.
La Gendarmerie des transports aériens (GTA) est une formation spécialisée de la Gendarmerie nationale française.
Forte de plus 1 000 militaires qualifiés en aéronautique et en sûreté aéroportuaire, elle est implantée dans la zone « côté piste » des  plus grands aéroports et placée pour emploi auprès de la Direction générale de l'Aviation civile (DGAC) par arrêté du 28 avril 2006. 
Présente sur les grands aéroports de métropole et d'outre-mer, elle est compétente sur l'ensemble du territoire national pour assurer : 
- les missions traditionnelles de la gendarmerie (police judiciaire, administrative et militaire et défense militaire)
- les missions de police de la navigation aérienne : contrôle des aéronefs, constatations des infractions à la législation aéronautique, enquêtes judiciaires consécutives aux accidents et incidents d’aéronefs
- les missions de sûreté de la zone de sûreté à accès réglementé (ZSAR) des aéroports.

- les missions de sûreté également de certains centres en route de la navigation aérienne (CRNA) comme le CRNA NORD d’Athis-Mons ou le CRNA Sud-Est d'Aix-en-Provence.

Ces personnels reçoivent une formation aéronautique dispensée d'abord en interne puis à l'École nationale de l'aviation civile afin d'acquérir une  connaissance professionnelle de ce secteur. Ils portent la même tenue que ceux de la gendarmerie départementale. Seul leur insigne les différencie. L'insigne actuel a été adopté en 2023 pour les 70 ans de la GTA, celui ci est le fruit d'une création d'un réserviste de la gendarmerie nationale.

## Historique
La gendarmerie a été associée à l'aviation dès les années 1910 au travers de ses brigades territoriales. À la fin de la Seconde Guerre mondiale, l'autorité militaire remet à l'aviation civile les terrains d'aviation et les services qui y sont implantés et la gendarmerie est naturellement impliquée dans leur protection. En 1946, une section de gendarmerie des transports aériens est créée en métropole. C'est le précurseur de la GTA actuelle. 
La gendarmerie des transports aériens est créée officiellement par décret ministériel en mars 1953,. De 1953 à 1962, elle est constituée d'une compagnie puis de 1962 à 1975, elle forme un groupement. 
Ses compétences sont étendues aux DOM-TOM en 1966. Les brigades implantées outre-mer prendront l'appellation de brigades de gendarmerie des transports aériens (BGTA) en juillet 1976. 
De 1975 à 1996, elle continue à évoluer avec une organisation en quatre groupements, six compagnies, quatre unités de protection (créées en 1987) et trente-huit brigades. Ses premières équipes cynophiles spécialisées dans la recherche d'explosifs sont créées en 1988.
La GTA reçoit son drapeau le 27 janvier 1994. En 1995, elle forme un corps, au même titre que les autres formations spécialisées (gendarmerie de l'air et de l'espace, maritime, de l'armement, etc.).
De 1996 à 2004, les groupements sont supprimés et les compagnies sont rattachées directement au commandant de la GTA. La première brigade de recherches est formée en 1996.
En 2004, elle modifie son organisation pour continuer à l'adapter au découpage territorial de la Direction générale de l'aviation civile (DGAC) tout en faisant face aux nouvelles menaces qui pèsent sur le transport aérien en créant deux groupements (Nord et Sud), une section de recherches et deux brigades de recherches (Roissy et Orly). Les Unités de protection (UP) sont remplacées par huit pelotons de surveillance et d'intervention de la Gendarmerie ou « PSIG ». Une nouvelle compagnie est créée (en Corse) ainsi que trois nouvelles brigades (Quimper, Chambéry, Saint-Étienne-Bouthéon). 
En 2009, la Gendarmerie passe sous l'autorité budgétaire et opérationnelle du ministère de l'Intérieur mais les gendarmeries spécialisées restent sous l'autorité du ministère de la Défense et la GTA reste placée pour emploi auprès de la DGAC - qui dépend elle-même du ministère responsable des transports, le Ministère de l'Écologie, du Développement durable et de l'Énergie (MEDDE).
En 2017, à la suite des attentats de Paris du 13 novembre 2015, la Gendarmerie Nationale décide la création de PSiG SABRE ayant pour mission d'intervenir en cas de tuerie de masse lors d'une attaque terroriste.
Le 1er janvier 2017, les PSIGTA de Roissy et Orly sont officiellement transformés en PSIG SABRE.
Le 18 mars 2017, le PSIG SABRE d' ORLY connait son baptême du feu lors d'une attaque terroriste contre une patrouille Sentinelle dans l'aérogare Sud.

## Missions
Elles comprennent les missions générales civiles de la gendarmerie dans la zone de compétence de la GTA - c'est-à-dire la zone dite réservée, la zone publique étant sous la responsabilité de la Police aux frontières (PAF) - ainsi que les missions spécifiques à la GTA  et les missions générales militaires sur tout le secteur de l'emprise aéronautique. Il en est de même pour l'exercice de la police judiciaire où c'est le parquet qui décide quel service doit enquêter qui peut être de Police ou de Gendarmerie, lié au domaine ou milieu aéronautique ou pas. 
- Missions générales (missions de la gendarmerie nationale) : la GTA  assure, au sein de la zone "côté piste", celles de sécurité générale.
- Missions spécifiques[1]
  - Missions de sûreté : contrôle des sociétés privées assurant la sûreté sur les aéroports et sur les zones de fret, protection des installations, des aéronefs, des autorités. Plus de 60 % de l'activité de la GTA est consacré à la sûreté.
  - police aéronautique : contrôle de l'aviation générale, recherche du renseignement aéronautique, lutte anti-drones (LAD)
  - police judiciaire : constatation des crimes et délits liés à l'aviation civile (fraude financière, travail illégal, atteinte aux biens et aux personnes, survols illicites - notamment par drones, importations illégales, trafics de stupéfiants, d'armes, d'objets d'art, de produits de luxe, de pièces aéronautiques contrefaites, spoliation de bagages, vols de fret, escroqueries à la carte bancaire, faux ordres de virement international (FOVI), fraudes aux billets d'avion, aux miles etc.) et enquêtes judiciaires à la suite des accidents d'aéronefs civils dont étatiques (Douanes et Sécurité civile)[11].

En amont de son action de surveillance et de répression, la GTA a un rôle de prévention et d'information à destination des usagers, tant dans le domaine professionnel que celui des loisirs. Elle participe, en collaboration avec la DGAC, à l'élaboration ou a l'adaptation de la réglementation pour les activités traditionnelles ou nouvelles (drones). 

## Organisation
Commandée par un général, assisté d'un état-major implanté à Paris (co-localisé avec le siège de la DGAC) , la gendarmerie des transports aériens est articulée en deux groupements, une section de recherches rattachée directement au commandement de la GTA, deux brigades de recherches, neuf compagnies, quarante brigades en métropole et sept en outre-mer, six pelotons de surveillance et d'intervention de la Gendarmerie des transports aériens (PSIGTA), cinquante-trois équipes cynophiles (41 équipes cyno-explosifs et 12 cyno-stupéfiants).

### Groupements Métropole

#### Groupement Nord àParis-Charles-de-Gaulle
- Compagnie de Paris-Charles-de-Gaulle (1 PSIG à Paris-CDG et 4 brigades à Paris-CDG 1, Paris-CDG 2, Paris-CDG Fret et Le Bourget)
- Compagnie de Paris-Orly (1 PSIG à Orly et 6 brigades à Orly, Issy-les-Moulineaux, Beauvais-Tillé, Lille-Lesquin, Toussus-le-Noble et CRNA Nord Athis-Mons)
- Compagnie de Brest (5 brigades à Brest-Bretagne, Deauville-Normandie, Nantes Atlantique, Châteauroux-Déols et Rennes St Jacques)
- Compagnie de Strasbourg (4 brigades à Strasbourg, Bâle-Mulhouse, Metz-Nancy-Lorraine et CRNA Est Reims)
- Brigade de recherches à Paris-Charles-de-Gaulle

#### Groupement Sud à Aix-en-Provence
- Compagnie de Lyon (1 PSIG à Lyon-Saint Exupéry et 4 brigades à Lyon-Saint Exupéry, Chambéry Savoie, Clermont-Ferrand Auvergne et Grenoble St Geoirs)
- Compagnie de Bordeaux (4 brigades à Bordeaux-Mérignac, Biarritz-Anglet-Bayonne, Pau Pyrenées et CRNA Bordeaux-Mérignac)
- Compagnie de Nice (2 PSIG Nice-Côte d’Azur et Marseille Provence et 5 brigades à Nice-Côte d'Azur, Ajaccio Napoleon Bonaparte, Bastia Poretta, Marseille Provence, et CRNA Aix-en-Provence) et un poste provisoire Figari-Sud Corse
- Compagnie de Toulouse (1 PSIG à Toulouse-Blagnac et 4 brigades à Toulouse-Blagnac et Tarbes-Lourdes-Pyrénées, Montpellier Méditerranée, Perpignan-Rivesaltes)
- Brigade de recherches à Aix-en-Provence.

### Outre-mer
89 militaires servent dans les sept brigades de GTA outre-mer.
- Brigade de Cayenne-Félix Éboué (Guyane)
- Brigade de Nouméa-La Tontouta (Nouvelle-Calédonie)
- Brigade du Lamentin (Martinique)
- Brigade de Guadeloupe
- Brigade de Saint-Denis (La Réunion)
- Brigade de Tahiti-Faaa (Polynésie française)
- Brigade de Aéroport de Dzaoudzi-Pamandzi (Mayotte)
- Brigade de Aéroport de Wallis-Hihifo (Wallis-et-Futuna)

### Unités de recherches
La GTA dispose d'une section de recherches à compétence nationale.
La section de recherches a été créée en 2004 à la suite du crash du Concorde en 2000 dont la GTA avait conduit l'enquête. Elle est compétente dans le domaine judiciaire lors des crashs aériens en métropole ou à l'étranger lorsqu'il s'agit d'une compagnie soit française soit étrangère mais avec des ressortissants français.
Elle a conduit des investigations à l'étranger dans de nombreux pays (Argentine, Brésil, Mali, Niger, Russie, Venezuela) et notamment lors des accidents suivants : vol Panama Fort-de-France en 2005, vol AF447 Rio-Paris en 2009, vol d'Air Algérie au Mali en juillet 2014, Falcon 50 transportant le PDG de Total à Moscou en octobre 2014, 2 hélicoptères transportant des sportifs et journalistes français en Argentine en mars 2015, vol d'EgyptAir en Égypte en mai 2016.  
En France elle a conduit les investigations judiciaires à la suite du crash de l'Airbus A320 de la compagnie Germanwings (mars 2015).
L'autre activité prioritaire de la section de recherches est la lutte contre la grande criminalité (voir missions ci-dessus).
En 2015, La section de recherches est constituée d'un groupe de commandement, d'une division de lutte contre la criminalité liée à l'aviation civile, d'une division de lutte contre les atteintes à la sécurité et à la sûreté aériennes, d'un groupe appui renseignement et d'une cellule d'identification criminelle aéronautique.

## Coopération internationale
La coopération internationale, priorité de la GTA depuis ses débuts, a été renforcée en 2010 par l'adhésion au réseau de coopération Airpol qui rassemble les forces de gendarmerie et de police européennes chargées de la sûreté et la sécurité sur les aéroports. 
La GTA conduit par ailleurs de nombreuses missions à l'étranger notamment au profit de pays désirant renforcer leur sûreté aéronautique. 22 missions ont été assurées en 2012

## Personnels

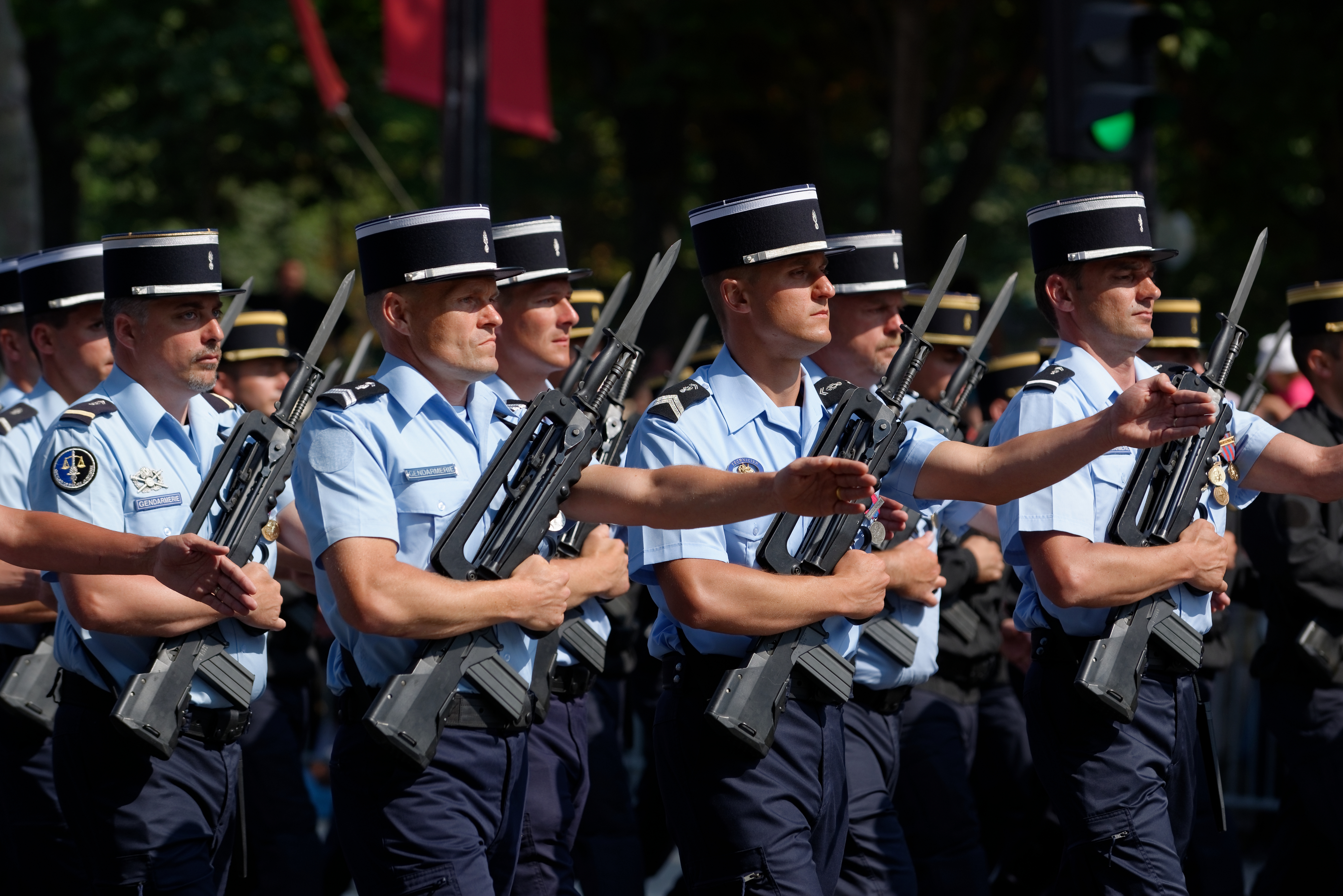
Des membres de la Gendarmerie des Transports Aériens lors du 14 juillet 2013.

Les personnels d'active de la GTA doivent compter au moins trois années de service en Gendarmerie lors de leur recrutement. Ils reçoivent une formation aéronautique dispensée d'abord en interne puis à l'École nationale de l'aviation civile afin d'acquérir une connaissance professionnelle de ce secteur. Cette formation leur enseigne également le concept d'intelligence économique territoriale dans sa composante de protection des entreprises. 
La gendarmerie des transports aériens compte également du personnel provenant de la réserve opérationnelle et de la réserve citoyenne.
En 2015, sur un effectif total de 1108 personnels, la GTA compte dans ses rangs 60 pilotes et 553 militaires formés dans le domaine de la sûreté (contrôleurs, inspecteurs, auditeurs).

### Spécialités au sein de la gendarmerie des transports aériens
- Gendarme en brigade de gendarmerie des transports aériens (Formation Aéronautique de Base obligatoire pour tous du personnel, assurée par l'École nationale de l'aviation civile - ENAC)
- Gendarme en peloton de surveillance et d’intervention
- Gendarme en unité de recherches (Brigade de recherches et Section de Recherches Gendarmerie France)
- Gendarme contrôleur sûreté - Formation certifiée assurée par l'ENAC
- Gendarme contrôleur sûreté du fret aérien - Formation certifiée assurée par l'ENAC
- Gendarme inspecteur sûreté du fret aérien - Formation certifiée assurée par l'ENAC
- Gendarme inspecteur sûreté ciblé - Formation certifiée assurée par l'ENAC
- Auditeur sûreté - Formation certifiée assurée par l'ENAC
- Formation aéronautique (stage ENAC) - Formation assurée à Toulouse (Haute-Garonne) par l'ENAC. But : Approfondir ses connaissances dans le domaine aéronautique pour la conduite des enquêtes techniques lors d'accidents aériens.
- Gendarme maître de chien (41 équipes cynophiles de recherche d'explosifs et 12 équipes cynophiles de recherche de stupéfiants)
- Référent Atteintes à l'Environnement et à la Santé Publique.
- Référent Intelligence Économique.
- Tireur d'élite gendarmerie : formation exigeante héritière de celle des observateurs contre tireur. Lorsque la Gendarmerie délégue à la GTA les missions de protection des vols sensibles il s'avère nécessaire de former à cette mission des tireur d'élite. La formation est assurée par des moniteurs eux-mêmes formés par le Centre national de formation à l'intervention spécialisée du GIGN.
- Technicien en Identification Criminelle Aéronautique. Les TIC de la GTA interviennent dans le cadre de la constatation des accidents d'aéronefs sur l'ensemble du territoire métropolitain en outre-mer et parfois à l'étranger ( Mali en 2014). Les TIC interviennent aussi dans les cadres des opérations de police techniques et scientifiques effectuées en milieu aéroportuaire.

### Observateurs-Contre-tireurs
La gendarmerie des transports aériens possède des équipes d'observateurs-contre-tireurs (OCT) répartis dans les PSIGTA et dotés, depuis 2007, du fusil de précision TIKKA T3. 
Formés par le Centre de Formation et d'Entrainement du Groupe d'intervention de la Gendarmerie nationale, ces OCT sont chargés de la protection des hautes autorités françaises et étrangères, en transit sur les plates-formes aéroportuaires françaises, et plus particulièrement sur les aéroports parisiens. Ils sont, chaque année, testés par le GIGN en vue d'une reconduction pour l'année suivante.

## Les commandants de la GTA
- 1953-1958 Chef d'escadron Henri Moulin
- 1958-1966 Lieutenant-colonel Claude Nay
- 1966-1969 Colonel Paul Brouiller
- 1969-1973 Colonel Jean Roux
- 1973-1978 Colonel Henri Biland
- 1978-1980 Colonel Maurice Huot
- 1980-1984 Lieutenant-colonel Georges Remond
- 1984-1988 Colonel Christian Vergez
- 1988-1989 Colonel Denis Picard
- 1989-1991 Colonel Alfred Prenveille
- 1991-1994 Colonel Christian Darmau
- 1994-1998 Colonel Bernard Querry
- 1998-2002 Colonel Jean-Pierre Trehiou
- 2002-2004 Colonel Pierre Lhenry
- 2004-2006 Colonel Richard Alexandre
- 2006-2009 Général de brigade J. Marc Betton
- 2009-2014 Général de brigade Damien Striebig
- 2014-2016 Général de brigade Francis Hubert
- 2016-2019 Colonel puis Général de brigade (janvier 2018) Francis Formell
- 2019-2022      Général de brigade Jean-Pierre Gesnot
- 2022-2025      Général de brigade Philippe Mirabaud
- Depuis 2025   Général de brigade Emmanuel VALOT